# 阔果山桃草
阔果山桃草（学名：Gaura biennis）为禾本科山桃草属下的一个种，原產於北美。

## 扩展阅读
維基物種上的相關：阔果山桃草